# Tamang Selo

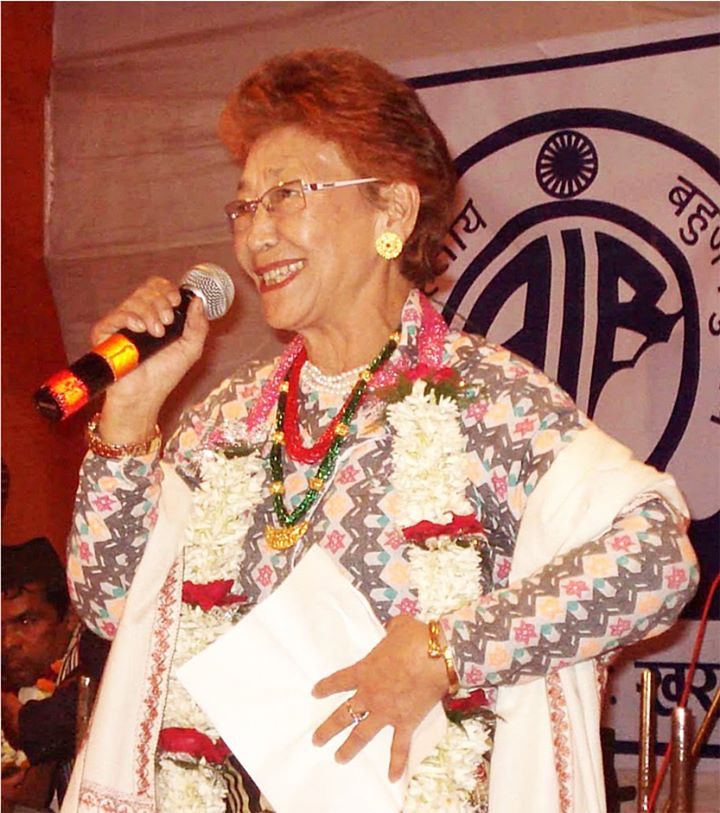
Hira Devi Waiba : pionera de Tamang Selo y canciones populares nepalíes.

Tamang Selo (nepalí: तामाङ सेलो) es un género de canción popular nepalí cantada por el pueblo tamang de Nepal y es muy popular entre la comunidad de habla nepalí en Nepal, India y en todo el mundo. Suele ir acompañado de los instrumentos Tamang: Damphu, Madal y Tungna. Un Selo puede ser muy pegadizo y animado o lento y melodioso y generalmente se canta para expresar amor, tristeza e historias de la vida cotidiana.

## Hira Devi Waiba, pionera de las canciones populares nepalíes y Tamang Selo

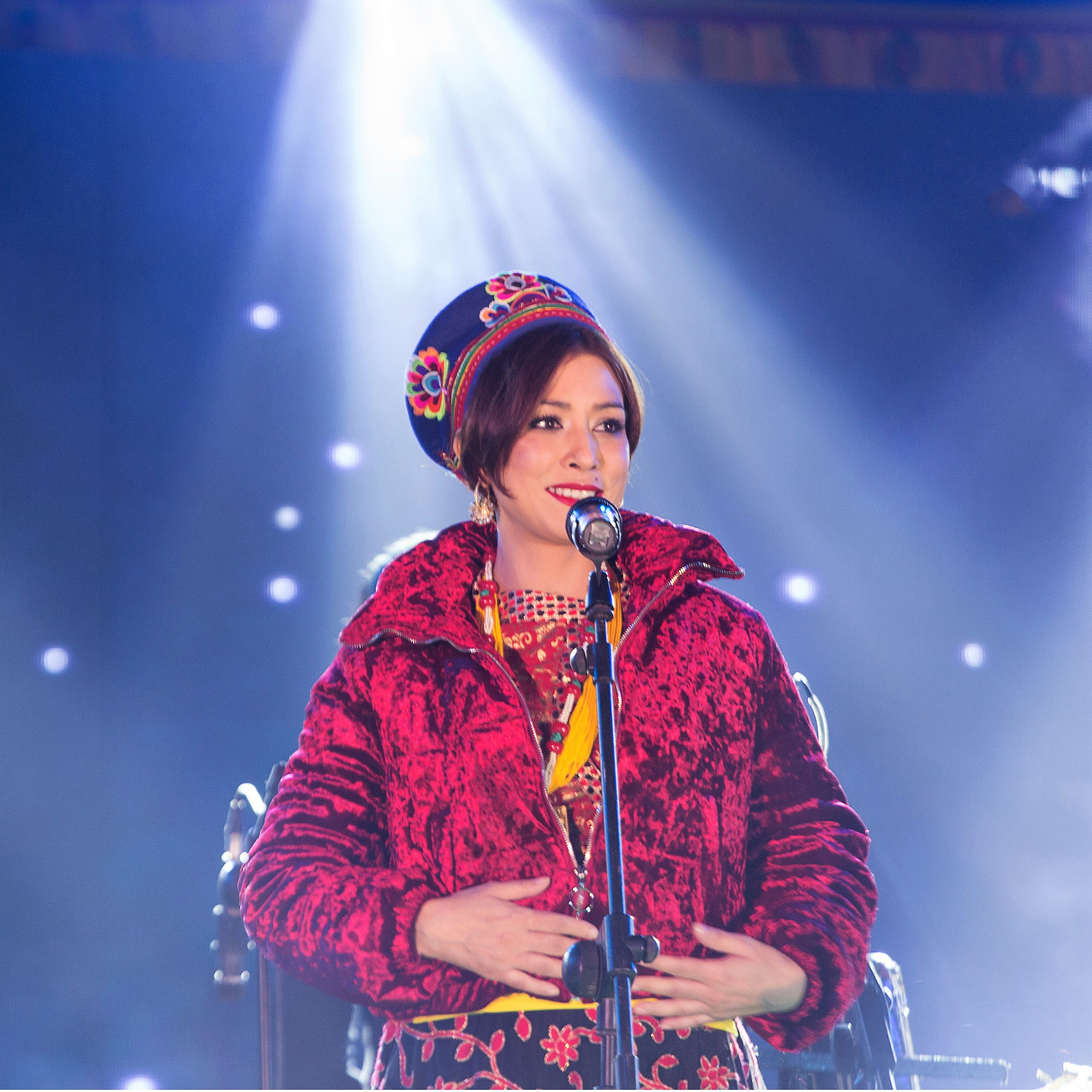
Navneet Aditya Waiba: cantante folklórica nepalí y tamang

Hira Devi Waiba es aclamada como la pionera de las canciones populares nepalíes y de Tamang Selo. Se dice que su canción "Chura ta Hoina Astura" (nepalí: चुरा त होइन अस्तुरा) es la primera Tamang Selo jamás grabada. Waiba ha cantado casi 300 canciones en una carrera que abarca 40 años. Los hijos de Waiba, Navneet Aditya Waiba y Satya Aditya Waiba, han llevado el legado más lejos al continuar sus pasos. Navneet y Satya son los únicos individuos del género de música folclórica nepalí que producen auténticas canciones folclóricas tradicionales nepalíes sin adulteración ni modernización.